# Christine Otterbach
Christine Otterbach (* 27. Juli 1973 in Karlsruhe) ist eine ehemalige deutsche Rollstuhltennisspielerin.

## Karriere
Christine Otterbach begann im Alter von 20 Jahren mit dem Rollstuhltennis und startete in der Klasse der Paraplegiker.
Sie nahm 2000 an den Paralympischen Spielen in Sydney teil. Im Einzel schied sie in der ersten Runde gegen Sakhorn Khanthasit aus. In der Doppelkonkurrenz zog sie mit Partnerin Petra Sax-Scharl ins Halbfinale ein, das sie gegen das australische Duo Daniela Di Toro und Branka Pupovac verloren. Das anschließende Spiel um Platz drei und damit die Bronzemedaille gewannen sie gegen die britische Paarung Janet McMorran und Kimberly Blake.
In der Weltrangliste erreichte sie ihre besten Platzierungen mit Rang 16 im Einzel am 25. September 2000 sowie mit Rang 14 im Doppel am 27. Juli 1999.
Laut der International Tennis Federation hat sie ihr letztes Turnier 2016 bestritten.